# Magántulajdon
A magántulajdon a természetes vagy jogi személyek joga arra, hogy tulajdont szerezzenek, birtokoljanak és azzal szabadon rendelkezzenek, beleértve az elidegenítést is. A magántulajdonnal szemben áll a köztulajdon, közvagyon vagy állami tulajdon, ami az állam, a kormányzat vagy önkormányzatok vagy valamely közösség tulajdonára utal. A magántulajdon alapvető ismertetőjele, hogy a tulajdonosnak 1) joga van azt használni 2) tetszése szerint átalakítani, megváltoztatni 3) a tulajdonból származó jogokkal rendelkezni 4) ezeket a jogokat tetszése szerint elidegeníteni.
A magántulajdon az alapja a kapitalizmusnak, illetve a piacgazdaságnak, mivel ezekben a gazdasági rendszerekben magántulajdonban vannak a termelési tényezők. Azokat a gazdaságokat, ahol a termelési eszközök állami és magántulajdonban vannak, vegyes gazdaságnak szokták meghatározni. Az államosítás (nemzetközi szóval nacionalizálás vagy kollektivizálás) a magántulajdonban álló javak, illetve a felettük gyakorolt vagyoni értékű jogok állami tulajdonba vétele. Ezzel ellentétes irányú folyamat a privatizáció, vagyis a köztulajdon kiárusítása természetes vagy jogi személyeknek.
Magyarország alkotmánya az ország gazdasági rendszerét szociális piacgazdaságként határozza meg és védi a magántulajdont
- 9. § (1) Magyarország gazdasága olyan piacgazdaság, amelyben a köztulajdon és a magántulajdon egyenjogú és egyenlő védelemben részesül.
- 13. § (1) A Magyar Köztársaság biztosítja a tulajdonhoz való jogot.[1]

## Története
A történelem folyamán a magántulajdon megjelenése feltehetően az első állandó közösségek kialakulásával, az állandó települések megjelenésével és a földművelés elterjedésével áll összefüggésben. Az első közösségek még közösen művelték a rendelkezésre álló földterületet, hogy kielégítsék a közösség szükségleteit. Ebből a közösségi tulajdonból alakulhatott ki előbb a családok, majd később a családot reprezentáló egyén magántulajdona. A régészetben ezt a folyamatot nevezték el neolitikus forradalomnak.
A középkor végéig a föld volt a legmeghatározóbb termelési tényező és a föld tulajdonlása jelentette egy személy vagyonának, társadalmi rangjának alapját. A nagy földtulajdonosok jogi és más eszközökkel igyekeztek elérni, hogy a föld megműveléséhez szükséges munkaerő rendelkezésre álljon (bérletbe adás, kényszermunka, röghöz-kötés stb.). A földtulajdon fontossága az ipari forradalom során háttérbe szorult, és megnőtt a tőke és a munkaerő fontossága. Az előbbi tényező túlsúlya vezetett oda, hogy a termelőeszközök magántulajdonára, azaz a tőke hatékonyságán, illetve a munkás kizsákmányolásán és a piaci szabadversenyen alapuló gazdasági rendszer, a  kapitalizmus vált uralkodó történelmi tényzővé. Utóbbi  vezetett azon ideológiák kialakulásához, amelyek a tőkés termelési módból következő társadalmi problémák megoldását a magántulajdon (pontosabban: a magántulajdonban levő termelési eszközök) korlátozásában, az állami tulajdon és a gazdaságba való állami beavatkozás kiterjesztésében igyekszik megoldani. Ma az állami beavatkozás a gazdaságba nemcsak a válságmegelőzésben, de a tőkés ipari és pénzügyi kooperációban is mindennapi és egyre hasznosabb jelenség. A marxista ideológia alapja, hogy a termelő munkában kizsákmányolt proletáriátus megszüntetné a magántulajdont, ezzel együtt tehát a munka kizsákmányolás adódó  osztály különbségeket, illetve az ideálisnak vélt szocializmusban az államot is.
Magyarországon elsőként a postai szolgáltatást államosították az 1720-as években, majd megjelenésétől kezdve, az 1870-es évektől a telefonhálózatot. A 20. századot megelőző legjelentősebb államosítási folyamat az 1860-as évektől kezdődően a vasúthálózat állami kivásárlása volt a korábbi birtokosoktól, az osztrák államvasutaktól és más magánvállalkozásoktól. 1945 után indult meg a közszolgáltatási körön kívül eső, magántulajdonban levő termelési eszközök nagyarányú, akkor kárpótlás nélküli kollektivizálása (kisajátítása). 1946. január 1-jével állami tulajdonba kerültek a bányák, az év végén pedig a négy legjelentősebb nehézipari vállalat (Rimamurányi Vasmű, Weiss Manfréd Művek, Ganz Vállalatok, Magyar Vagon- és Gépgyár) került sorra. 1948-ig külön törvények rendelkeztek a villamosművek, távvezetékek, bankok, egyházi iskolák, bérházak, a száz munkásnál többet foglalkoztató ipari vállalatok államosítására. 1949-ben minden tíz dolgozónál többnek munkát adó cég és a külföldi tulajdonú vállalatok is állami tulajdonba kerültek.
Az 1988-as társasági törvény, illetve az 1989. júniusi átalakulási törvény tette lehetővé a magántulajdon ismételt térnyerését és egyben a spontán privatizáció elindulását.

## Magánjavak és magántulajdon
A politikai és a közgazdaságtani elméletek különbséget tesznek az egyes ember tulajdonában álló, személyes szükségleteit kielégítő, fogyasztásra kerülő javak (személyi tulajdon, magánjószág) és a magántulajdonban álló, más javak előállításához felhasznált eszközök között. Ez utóbbit nevezik termelőeszköznek.
A marxista ideológiában a fenti megkülönböztetés fontos szerepet kapott, mivel a személyi tulajdont (az egyes ember tulajdonában álló fogyasztási cikkeket) engedélyezték, míg a termelési eszközök magántulajdonát tiltották vagy végletesen korlátozták.
A magántulajdon megjelenhet többféle formában: lehet természetes, kézzelfogható, mint egy tölcsér fagylalt vagy a szomszéd tehene. Magántulajdon lehet egy földterület bérleti joga (amely elválhat a tulajdonjogtól). Magántulajdon a pénz is, amelyet fogyasztási cikkekre vagy termelőeszközökre lehet cserélni és lehet tőke.

## Fordítás
- Ez a szócikk részben vagy egészben  a   Private property című angol Wikipédia-szócikk fordításán alapul.  Az eredeti cikk szerkesztőit annak laptörténete sorolja fel. Ez a jelzés csupán a megfogalmazás eredetét és a szerzői jogokat jelzi, nem szolgál a cikkben szereplő információk forrásmegjelöléseként.